# Huilaea minor
Espèce
Synonymes
- Huilaea macrocarpa subsp. minor L. Uribe[1]

Statut de conservation UICN

 EN B1+2c : En danger
Huilaea minor est une espèce de plantes à fleurs de la famille des Melastomataceae.
Selon Plants of the World Online, c'est un synonyme de Chalybea minor. Selon ce site, la plante est originaire de Colombie (Boyacá, Santander).

## Publication originale
- Revista de la Academia Colombiana de Ciencias Exactas, Físicas y Naturales 20(77): 240. 1996.